# Лісопарк і ставок (заповідне урочище)
 Заповідне урочище «Лісопарк і ставок» (втрачена) – об’єкт природно-заповідного фонду, що був оголошений рішенням Сумського Облвиконкому № 456  -р 28.07.1970 року на землях Лебединського лісгоспзагу (Радянське лісництво, квартал 32).
Відповідно до рішення Сумського Облвиконкому № 305 від 20.06.1972 р. -  Парк-пам'ятка садово-паркового мистецтва «Лісопарк Советського типу».

## Характеристика
Площа – 5,9 га.
Об'єкт на момент створення був 80-200 річні насадженням з ставком. Парк  закладений наприкінці 19 століття. Переважно: дубові, липові, кленові насадження.
Вся інформація про створення об'єкту взята із текстів зазначених у статті рішень обласної ради, що надані Державним управлянням екології та природних ресурсів Сумської  області Всеукраїнській громадській організації «Національний екологічний центр України»..

## Скасування
Станом на 1.01.2016 року об'єкт не міститься в офіційних переліках територій та об'єктів природно-заповідного фонду, оприлюднених на Єдиному державному вебпорталі відкритих даних http://data.gov.ua/ [Архівовано 4 травня 2016 у Wayback Machine.]. Проте ні в Міністерстві екології та природних ресурсів України, ні у Департаменті екології та природних ресурсів Сумської обласної державної адміністрації відсутня інформація про те, коли і яким саме рішенням було скасовано даний об'єкт природно-заповідного фонду. Таким чином, причина та дата скасування на сьогодні не відома.